# Galli cisalpini

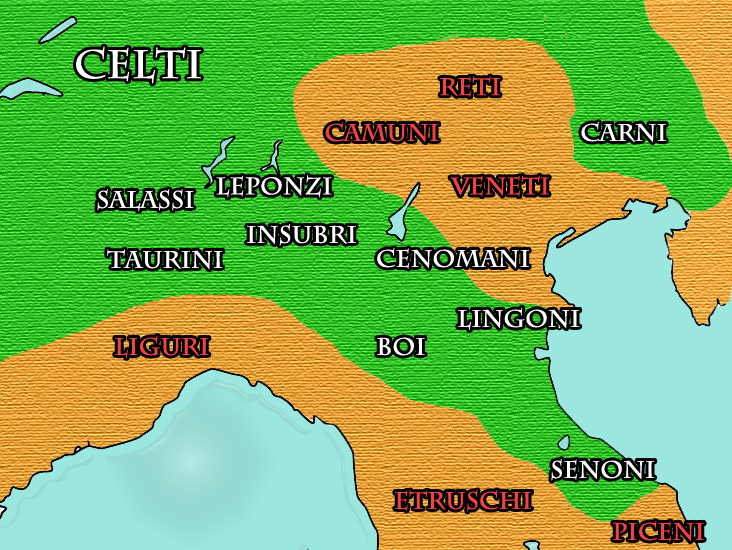
Le popolazioni della Gallia cisalpina (391-192 a.C.)

L'espressione Galli cisalpini indica l'insieme delle tribù galliche (celtiche) stanziate in età antica in Gallia cisalpina, un'area corrispondente grosso modo all'odierna Italia settentrionale. Tali gruppi celtici, provenienti dall'Europa centro-occidentale, penetrarono a sud delle Alpi a partire dal 400 a.C. circa e si scontrarono con gli Etruschi e con alcuni popoli dell'Italia antica - inclusi i Romani, di cui saccheggiarono la città nel 390 a.C..
In Gallia cisalpina coesistettero con altri popoli, quali i Liguri a ovest, i Reti sulle Alpi e i Veneti a est (tutti popoli che subirono una parziale celtizzazione), mentre a sud, verso gli Appennini, furono a contatto con gli Etruschi e con popolazioni osco-umbre; la loro area d'insediamento stabile più meridionale fu l'Ager Gallicus (odierna costa marchigiana settentrionale), occupato dai Senoni.
I Galli vennero sottoposti alla crescente pressione di Roma, che a partire dalla fine del II secolo a.C. iniziò l'occupazione della Gallia cisalpina, la quale verrà definitivamente sottomessa a seguito della seconda guerra punica. Già alcuni anni dopo la definitiva sconfitta dei Galli Cisalpini, in larga parte schieratisi con Annibale durante la guerra, lo storico greco Polibio poteva già personalmente testimoniare la rarefazione dei Celti in pianura padana, espulsi dalla regione o confinati in alcune limitate aree subalpine. La regione, negli anni successivi alla guerra punica, venne definitivamente romanizzata, prima con l'insediamento di numerosi coloni provenienti dall'Italia centro - meridionale, ed infine con la concessione della cittadinanza romana a tutti i suoi abitanti (49 a.C.) e la revoca dello status di provincia e l'inclusione a pieno titolo nell'Italia romana (42 a.C.).

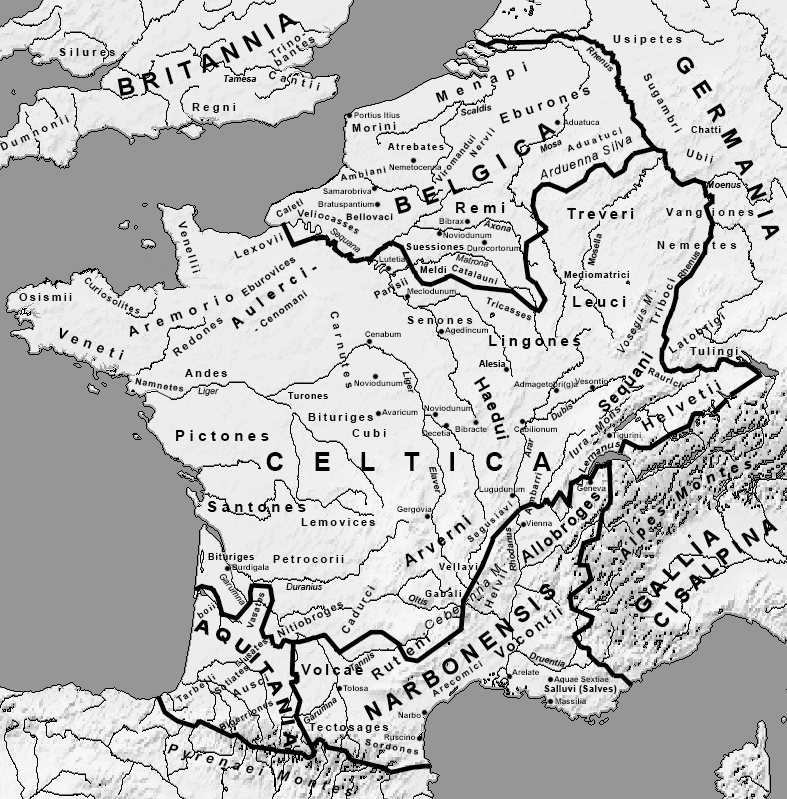
Gentes e nationes della Gallia Antica.

I Galli cisalpini erano ripartiti in numerose tribù, spesso in conflitto tra di loro e variamente ibridate con elementi liguri o alpini; tra esse, si contavano Boi, Carni, Cenomani, Gesati, Graioceli, Insubri, Leponzi, Lingoni, Salassi, Senoni, Taurini e Vertamocori. Parlavano tutti una varietà di celtico continentale diversa dal gallico, chiamata lingua leponzia o lepontica.
Le tribù celtiche penetrarono in Francia nel secondo millennio a. C. Nel IV secolo "varie popolazioni galliche" (Senoni, Boi, Sequani) oltrepassarono le Alpi, stanziandosi nella Valle del Po. Le popolazioni galliche (come i Gesati) furono ricercati mercenari nelle guerre del mondo antico, finché non furono assoggettati a Roma fra il III ed il II secolo. Per quanto riguarda la Gallia Transalpina, la pacificazione con Roma si concluse solamente con le campagne militari di Giulio Cesare nel 58-51 a. C..